# One Kind of Friend
One Kind of Friend est un film muet américain réalisé par Francis Ford et sorti en 1915.

## Fiche technique
- Réalisation : Francis Ford
- Scénario : Grace Cunard
- Production : Carl Laemmle
- Date de sortie :  États-Unis : 15 mars 1915

## Distribution
- Francis Ford : Bill Westcott
- Grace Cunard : Cecil Westcott
- Harry Schumm : Danny Bowen